# Big Cartoon DataBase
Big Cartoon DataBase (BCDB) là một cơ sở dữ liệu trực tuyến lưu trữ các thông tin về các phim hoạt hình, phim hoạt hình chiếu rạp, phim hoạt hình truyền hình và các phim hoạt hình ngắn.
Dự án BCDB khởi động năm 1996 từ một danh sách các phim hoạt hình chiếu rạp của Disney trên máy tính cá nhân của nhà sáng lập Dave Koch. Do sự quan tâm ngày càng đông đảo tới mảng tư liệu này nên cơ sở dữ liệu đã được thiết lập trực tuyến vào năm 1998 dưới dạng một nguồn tài nguyên cho phép tìm kiếm, gồm các nội dung chuyên biệt về hoạt hình, trong đó có các thông tin sản xuất như các diễn viên lồng tiếng, nhà sản xuất và đạo diễn, cũng như tóm tắt cốt truyện và đánh giá của người dùng về bộ phim đó. Năm 2003, BCDB trở thành một tổ chức phi lợi nhuận 501(c). Vào ngày 24 tháng 6 năm 2009, nhà sáng lập Dave Koch cho biết trang web đã có hơn 100.000 đầu phim.